# Боброво (посёлок, Приморский район)
Бобро́во — посёлок в Приморском районе Архангельской области. Административный центр МО «Боброво-Лявленское».

## География
Боброво находится к югу от города Архангельска, на правом берегу Косковского рукава Северной Двины, на трассе «Архангельск — Боброво — Белогорский — Пинега». Выше по течению реки находится деревня Боброво. От остановочного пункта Боброво до Архангельска 38 км по реке.

## История
С 2004 по 2015 год посёлок был центром Коскогорского сельского поселения.
Законом Архангельской области от 28 мая 2015 года № 289-17-ОЗ были объединены муниципальные образования «Лявленское» и «Коскогорское» и посёлок Боброво стал центром муниципального образования «Боброво-Лявленское».

## Население
| 2002 | 2009  | 2010  | 2012  |
| ---- | ----- | ----- | ----- |
| 1219 | ↗1411 | ↘1139 | ↗1325 |

В 2009 году числилось 1411 чел., из них пенсионеров — 462.

### Карты
- Боброво. Публичная кадастровая карта
- Боброво на карте Wikimapia